# علي بوجسيم
علي محمد بوجسيم، من مواليد 9 سبتمبر 1959، حكم كرة قدم إماراتي دولي سابق.

## مسيرته
حكم في بطولة كأس العالم لكرة القدم 1994 وبطولة كأس العالم لكرة القدم 1998 وبطولة كأس العالم لكرة القدم 2002.

## مشاركاته في نهائيات كأس العالم

### كأس العالم بالولايات المتحدة عام 1994م
- المجموعة الرابعة :  بلغاريا ×  اليونان
- المركز الثالث ： السويد ×  بلغاريا

### كأس العالم بفرنسا 1998
- المجموعة الأولى :  إسكتلندا ×  المغرب
- الدور الثاني ： فرنسا ×  باراغواي
- نصف النهائي： البرازيل ×  هولندا

### كأس العالم لكرة القدم بكوريا واليابان 2002
- المجموعة الأولى :  فرنسا ×  السنغال
- المجموعة السادسة :  السويد ×  الأرجنتين

## الجوائز
كرمه الشيخ محمد بن راشد آل مكتوم عام 2015 ونال جائزة أوائل الإمارات كأول حكم كرة قدم إماراتي عالمي

## وصلات خارجية
- علي بوجسيم على موقع Soccerway.com (الإنجليزية)
- علي بوجسيم على موقع أوليمبيديا (الإنجليزية)